# Colony (Fernsehserie)
Colony ist eine US-amerikanische Fernsehserie, die am 14. Januar 2016 Premiere beim Sender USA Network hatte. Für die erste Staffel wurden zehn Episoden bestellt. Die internationalen Streamingrechte der Serie liegen bei Netflix. Nach drei ausgestrahlten Episoden wurde die Serie für eine zweite Staffel verlängert. Die dreizehn Episoden der zweiten Staffel liefen in den USA vom 12. Januar 2017 bis zum 6. April 2017. USA Network verlängerte die Serie um eine 3. Staffel. Diese wurde ab dem 2. Mai 2018 in den USA ausgestrahlt.
Die deutschsprachige Erstausstrahlung der ersten beiden Staffeln erfolgte ab 11. Oktober 2017 beim Sender TNT Serie. Am 21. Juli 2018 tauchten nach der Comic-Con Gerüchte über ein Ende der Serie auf. Diese wurden bestätigt. Die Serie wurde zum Ende der 3. Staffel eingestellt und endet mit einem Cliffhanger. Da dies bereits vorab angekündigt war, flaute das Interesse des Publikums auch schon während der dritten Staffel beträchtlich ab.

## Inhalt
Im Los Angeles einer nahen dystopischen Zukunft lebt das Ehepaar Katie und Will Bowman unter einem Regime einer militärischen Besatzung, bekannt als die Colony Transitional Authority (zu deutsch etwa koloniale Übergangsregierung). Diese ist Teil einer größeren Macht außerirdischen Ursprungs, die als Hosts oder Raps (kurz für Raptors) bezeichnet werden. Riesige Wände, so hoch wie Wolkenkratzer und hunderte von Metern dick, umgeben Los Angeles und andere große Städte, die als Blocs (deutsch Blöcke) bezeichnet werden. Verschiedene Gebäude der Stadt zeigen schwerere Schäden, die von den bewaffneten Konflikten während der Invasion, bekannt als The Arrival (Die Ankunft), stammen. Die gezeigten Besatzungsmächte sind alle menschlich, sprechen amerikanisches Englisch und werden – wegen ihrer schwarzen Uniformen und den auffälligen roten Helmdächern – als Rothüte bezeichnet. Diese militarisierte Polizei tritt mit automatischen Waffen und gepanzerten Mannschaftswagen auf.
Die Rothüte halten die Kontrolle, indem sie unter anderem die Trennung von geliebten Menschen vollziehen, Ausgangssperren verhängen, willkürliche Kontrollen der Bürger mit vorgehaltener Waffe durchführen, die Kfz-Nutzung begrenzen (und durch amtlichen Transport/öffentlichen Nahverkehr ersetzen, so dass die meisten Bürger zu Fuß gehen oder Fahrrad fahren), visuelle Propaganda verbreiten, alle sich widersetzenden Bürger und deren Familien in einem Arbeitslager (der Fabrik) inhaftieren und den gesamten Alltag der Menschen durch Drohnen überwachen. Viele medizinische Probleme, wie Diabetes, wurden von ihnen als „unwürdig für die Behandlung“ eingestuft, um die Bevölkerungszahl zu reduzieren. Dagegen regt sich eine Widerstandsbewegung in Form der sogenannten Resistance (deutsch Widerstand), bzw. The Insurgency (deutsch der Aufstand).
Die Bowmans, die über Katie am Widerstand beteiligt sind, suchen ihr mittleres Kind (den jüngeren der beiden Söhne), Charlie, der bei der Ankunft von ihnen getrennt wurde. Währenddessen versuchen sie, mit geringen Mitteln in einer veränderten Welt zurechtzukommen. Als Will unerwartet eine Tätigkeit für die Rothüte angeboten bekommt, dient Will unwissentlich als Doppelagent für den Widerstand.
Zur Handlung siehe Episodenliste.

## Besetzung und Synchronisation

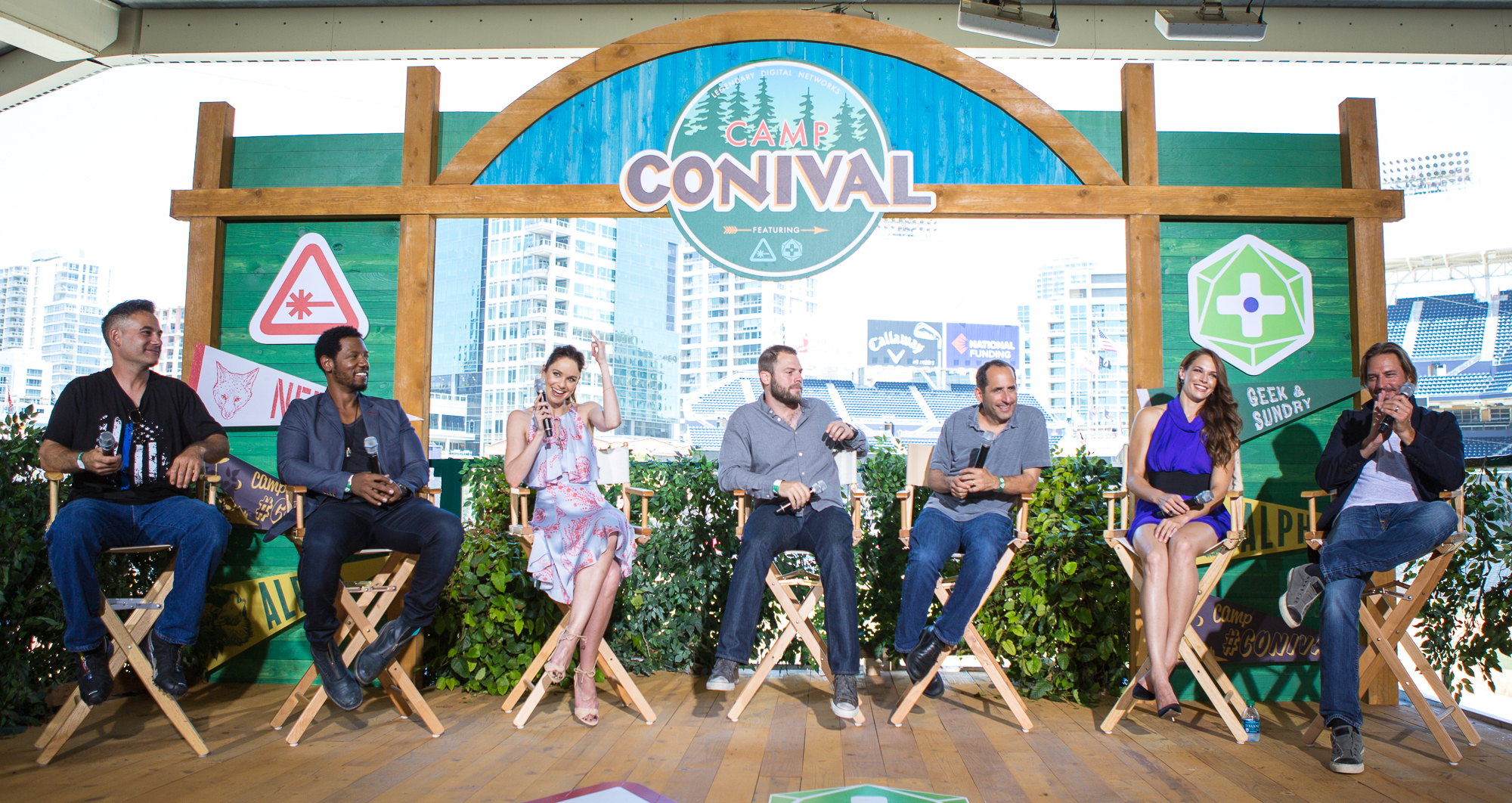
Die Darsteller während der San Diego Comic-Con 2016. Von links: Adrian Pasdar (Nolan Burgess), Tory Kittles (Eric Broussard), Sarah Wayne Callies (Katie Bowman), Ryan Condal (Idee), Peter Jacobson (Alan Snyder), Amanda Righetti (Maddie Kenner) und Josh Holloway (Will Bowman)

Die Synchronisation übernahm TV+Synchron GmbH in Berlin. Die Dialogbücher schrieben Andreas Barz und Daniel Anderson, Regie führten Ingo Albrecht und Reneé Eigendorff.
| Rollenname               | Schauspieler            | Synchronsprecher   |
| ------------------------ | ----------------------- | ------------------ |
| William „Will“ Bowman    | Josh Holloway           | Sven Gerhardt      |
| Katie Bowman             | Sarah Wayne Callies     | Antje von der Ahe  |
| Bram Bowman              | Alex Neustaedter        | Sebastian Fitzner  |
| Gracie Bowman            | Isabella Crovetti-Cramp | Emilia Raschewski  |
| Charlie Bowman           | Jacob Buster            |                    |
| Alan Snyder              | Peter Jacobson          | Jaron Löwenberg    |
| Madeline "Maddie" Kenner | Amanda Righetti         | Nora Kunzendorf    |
| Quayle                   | Paul Guilfoyle          |                    |
| Broussard                | Tory Kittles            | Dennis Schmidt-Foß |
| Captain Lagarza          | Gonzalo Menendez        | Peter Sura         |
| Amy Leonard              | Peyton List             |                    |
| Everett Kynes            | Wayne Brady             |                    |